# Українське (Шосткинський район)
Украї́нське — село в Україні, у Зноб-Новгородській селищній громаді Шосткинського району Сумської області. До 2016 орган місцевого самоврядування — Кренидівська сільська рада.
Населення становить 72 осіб.

## Географія
Село Українське знаходиться на відстані 0,5 км від села Василівське і примикає до села Любахове. До села примикає велике осушене болото-урочище Кашпірове, яке має велику кількість іригаційних каналів.

## Символіка
На гербі зображений сокіл що падає (тризуб), що символізує назву населеного пункту (герб є промовистим). Булава в дзьобі зображає прикордонне положення села. Цеглинка торфу на золотому тлі символізує Кашпірове болото і видобуток торфу біля села.

## Історія
Село було засноване у 1924 році переселенцями з села Мефедівка і з дня заснування входило до складу Селецької волості Трубчевського повіту Брянської губернії, а з 1925 року — Трубчевської волості Почепського повіту Брянської губернії. До складу України село було передано 1 вересня 1926 року згідно з постановою Президії ЦВК СРСР від 16 жовтня 1925 р. «Про врегулювання кордонів УРСР з РРФСР і БРСР».
Українське залишалося невеликим населеним пунктом. У 1926 році воно налічувало 13 дворів, в яких проживало 60 жителів, а в 1940 році — 24 двори і близько 100 жителів.
У роки Німецько-радянської війни німці спалили більшу частину дворів і розстріляли 11 жителів. Після війни Українське було відновлене. У селі була відкрита початкова школа, ферма на 150 голів великої рогатої худоби і стайня. Також було засноване підприємство з видобутку торфу, на якому сезонно працювало близько 100 робітників і на тиждень вироблялося до 2 тисяч тонн торфобрикетів.

## Сьогодення
На початку 1990-х років місцеве торфопідприємство закрили, з того часу село почало занепадати. У 1989 році в ньому проживало 113 жителів, в 2001 році — 72 жителя, а в 2008 році — 51 житель.
12 червня 2020 року, відповідно до розпорядження Кабінету Міністрів України № 723-р «Про визначення адміністративних центрів та затвердження територій територіальних громад Сумської області», село увійшло до складу Зноб-Новгородської селищної громади.
19 липня 2020 року, в результаті адміністративно-територіальної реформи та ліквідації Середино-Будського району, село увійшло до складу новоутвореного Шосткинського району.